# Азюковський Олександр Олександрович
Олександр Олександрович Азюковський (24 серпня 1976, Донецьк) — український науковець, ректор Національного технічного університету «Дніпровська політехніка», доцент. Заступник голови громадської організації "Спілка ректорів закладів вищої освіти України".

## Біографія
Народився 24 серпня 1976 року у Донецьку. 1993 року закінчив середню школу міста Синельникове Дніпропетровської області. Того ж року почав навчання у Національній гірничій академії України за спеціальністю «Електропривод та автоматизація промислових установок і технологічних комплексів», яку закінчив 1998 року. Працював на посаді асистента (2001) та доцента (2004) кафедри електропривода.
2003 року захистив дисертацію на здобуття ступеню кандидат технічних наук за темою «Слідкуюча електромеханічна система з покращеними динамічними характеристиками у складі прокатного стана малолистових ресор». 